# NGC 300 x-1
NGC 300 x-1 é um buraco negro estelar mais distante já detectado até hoje. Possui uma massa de 15 vezes a do Sol aproximadamente.
Possui uma companheira, que no futuro irá explodir como supernova. Os buracos negros situados na Via Láctea possuem  geralmente até 10 vezes a massa do Sol, porém os astronômos descobriram outros buracos negros com massa superior a 15 vezes a massa solar.
Ele encontra-se na galáxia espiral NGC 300 há aproximadamente 6 milhões de anos luz distante do planeta Terra.
A estrela companheira é uma Wolf-Rayet com a massa de 20 vezes a do Sol. O buraco negro e sua companheira orbitam em um período de 32 horas. Os astrônomos descobriram que NGC 300 x-1, está absorvendo da wolf-Rayet por acresção.
Se o sistema binário sobreviver o uma segunda explosão de supernova, possivelmente  em torno de 1 milhão de anos ocorrerá uma fusão de dois buracos negros, em uma processo que expelirá uma grande quantidade de energia sob a forma de ondas gravitacionais.